# クロード・F・ジョフロア
クロード・フランソワ・ジョフロア （Claude François Geoffroy、1729年頃 - 1753年6月18日）はフランスの化学者・薬学者である。ビスマスを研究し、ビスマスが鉛とは別の金属であることを示した。
ジョフロアの家系は3代にわたる薬剤師の家系で、祖父のMathieu François Geoffroy、父のClaude Jeseph Geoffroy（1685年-1752年）も有名な薬剤師であり、叔父のエティーヌ・フランソワ・ジョフロア（1672年-1731年）も有名な医師、化学者であった。クロード・フランソワ・ジョフロアは若い方のジョフロアと呼ばれることがある。
ビスマスは15世紀頃から、例えば活字用の合金や工芸用の合金ピューターなどに使われていたが、鉛などと混同されることが多かった。ビスマスが鉛・錫などとは別な金属であることに気づいていた化学者たちもいたが、クロード・フランソワ・ジョフロア はビスマスの性質を調べ、鉛と明白に違うことを示した。